# Vadim Kholodenko
Vadim Kholodenko   (Kíiv, 4 de setembre de 1986), nom complet amb patronímic Vadim Timúrovitx Kholodenko, ucraïnès: Вадим Тимурович Холоденко, és un pianista ucraïnès i guanyador de la medalla d'or al Catorzè Concurs Internacional de Piano Van Cliburn, que va captar l'atenció del jurat, del públic i de la crítica per actuacions "fascinants i estimulants" que van fer pujar la multitud, "[animant-lo] com una estrella de rock".

## Biografia
Nascut a Kíev, Ucraïna, Vadim Kholodenko és el primer músic de la seva família. Va fer les seves primeres aparicions als Estats Units, Xina, Hongria i Croàcia als 13 anys. El 2005, Kholodenko es va traslladar a Moscou per estudiar al Conservatori P. I. Tchaikovsky de Moscou, sota la direcció de Vera Gornostàieva.
També es va endur premis a la millor interpretació del quintet de piano i a la millor interpretació d'una obra per encàrrec, Vadim va destacar la ronda final amb dos concerts amb l'Orquestra Simfònica de Fort Worth, dirigida per Leonard Slatkin. La seva cadència al Concert núm. 21 de C de Mozart, K. 467, de Mozart, que va escriure sobre l'avió, va ser elogiat per "fascinant ment contrapuntístic", mostrant "les entranyes d'un veritable super-artista".
Kholodenko va realitzar més de 50 compromisos el 2013-14 com a part de la seva temporada de debut com a medallista d'or Cliburn, incloent l'Orquestra Simfònica de Bakersfield (CA), el Mann Center amb l'Orquestra de Filadèlfia, La Jolla Music Society, Regals CU, Concerts de Cliburn, el "Krannert Centre for the Performing Arts, Lied Center" de Kansas i "Portland Piano International". També formava part del seu paquet de premis, el segell discogràfic harmonia mundi usa va publicar un CD en directe de les seves premiades actuacions de "Van Cliburn Competition" el 12 de novembre de 2013, seguit d'una gravació d'estudi.
Kholodenko ha treballat amb Yuri Bashmet, Vladimir Spivakov, Constantine Orbelian, Mark Gorenstein, Alexander Rudin, Dmitry Liss, Eugeny Bushkov, Alexander Sladkovsky i altres distingits directors, i ha actuat a tot el món a Àustria, Xina, República Txeca, Finlàndia, França, Alemanya, Israel, Itàlia, Irlanda, Japó, Lituània, Polònia, Romania, Rússia, Suïssa i els Estats Units. Va publicar enregistraments de Liszt, Rachmaninov i Medtner al segell de TV Culture de Rússia el 2009. També un àvid músic de cambra, va interpretar i gravar un CD amb la violinista Aliona Bàieva i va formar un duo de piano amb Andrey Gugnin que van batejar com a "iDuo". El duo ha publicat una gravació amb Delos Records.
A més de la seva victòria a Cliburn, Kholodenko també ha guanyat el primer premi al Concurs Internacional de Piano Maria Callas (2004), Concurs Internacional de Música de Sendai (2010), i al Concurs Internacional Schubert (Dortmund, 2011).
Nascut a Kíev, Ucraïna, Vadim Kholodenko és el primer músic de la seva família. Va fer les seves primeres aparicions als Estats Units, Xina, Hongria i Croàcia als 13 anys. El 2005, Kholodenko es va traslladar a Moscou per estudiar al Conservatori P. I. Tchaikovsky de Moscou, sota la direcció de Vera Gornostàieva.

## Drama familiar
El 17 de març de 2016, les seves dues filles van ser trobades mortes i la seva esposa Sofya Tsygankova allunyada i ferida a l'interior de la seva casa de Benbrook, Texas. El 21 de març de 2016, Tsygankova va ser arrestada i acusada de la mort dels dos nens. El 16 de juliol de 2018, un jutge va considerar que Tsygankova no era culpable per bogeria, però va ordenar que fos internada a un hospital psiquiàtric.

## Enregistraments seleccionats
- Edward Grieg, Concert per a piano en La menor op.16, Camille Saint-Saëns, Concert per a piano n ° 2 en Sol menor, Vadim Kholodenko, Piano, The Norwegian Radio Orchestra, dirigida per Miguel Harth-Bedoy. "CD Harmonia Mundi" 2016.